# Igreja de São Francisco de Assis (Gubbio)

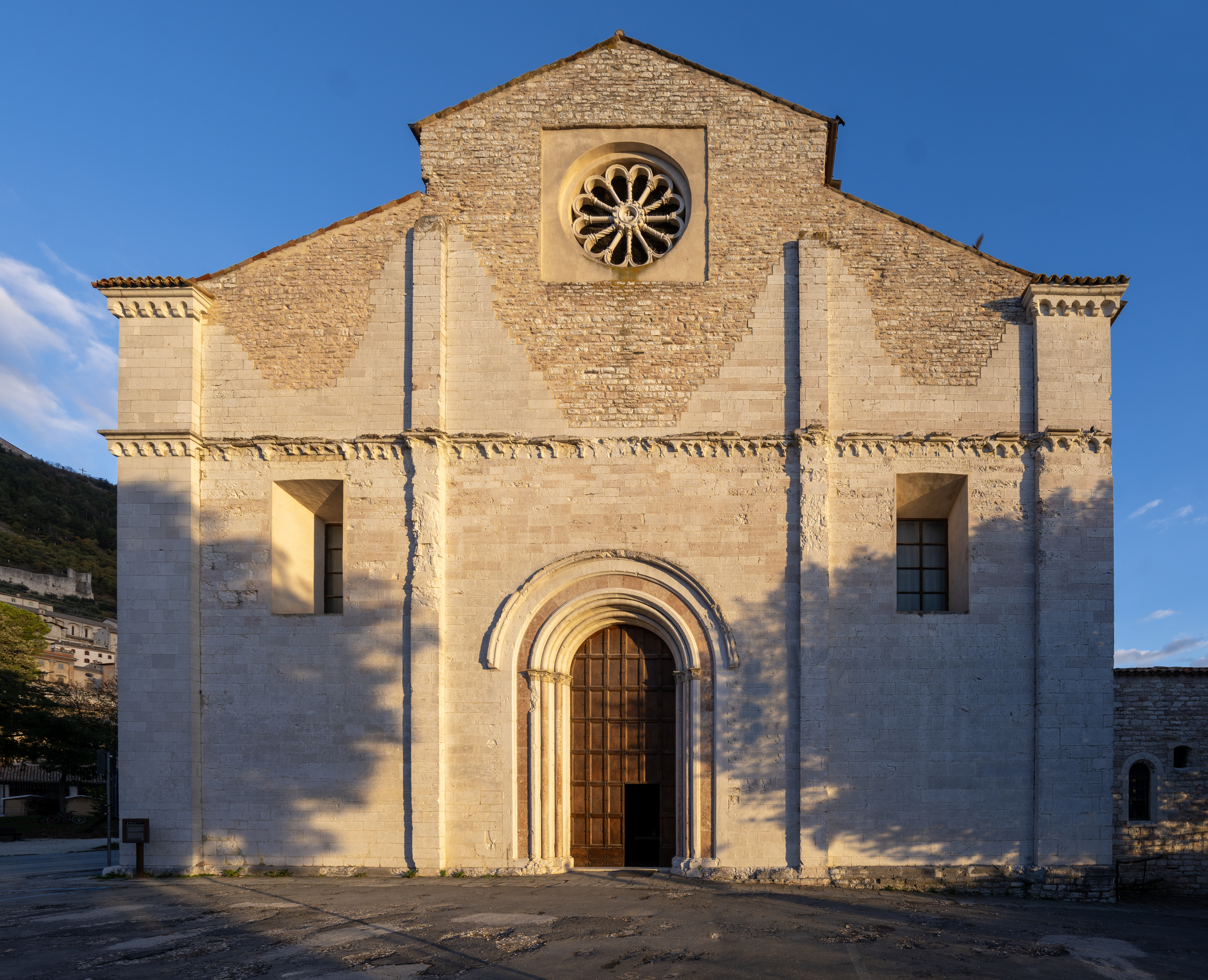
Fachada

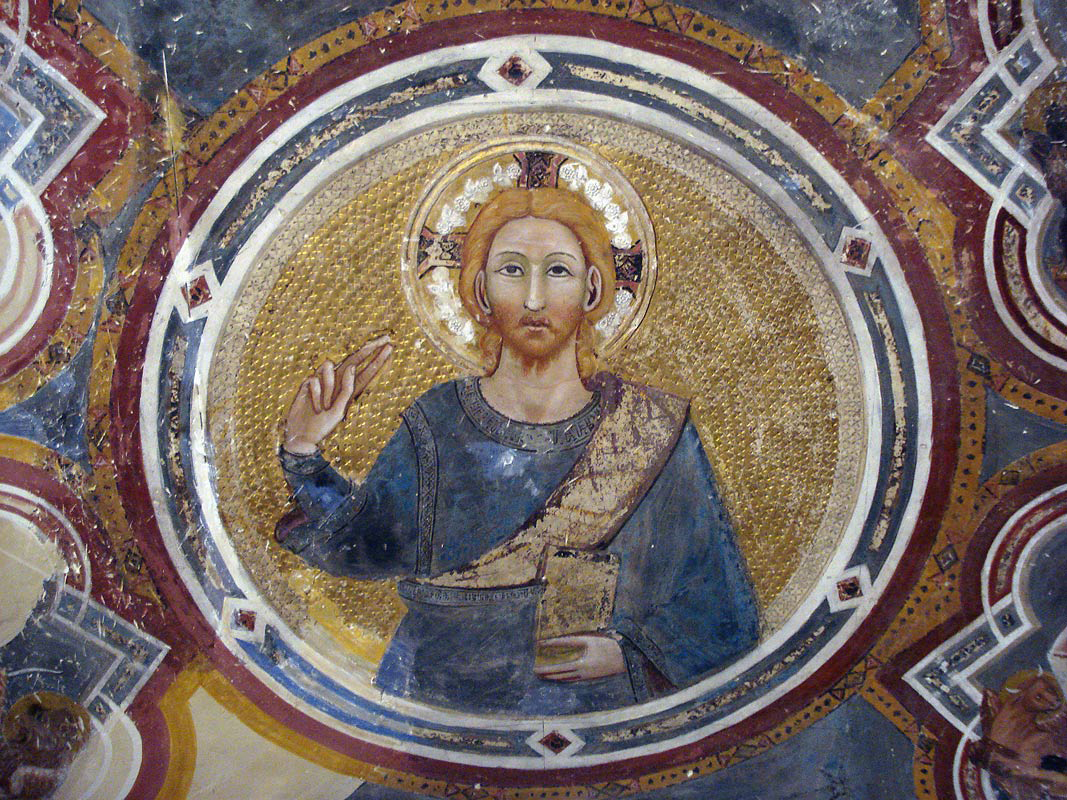
Cristo entre os Evangelistas (detalhe), atribuído a Guido Palmeruccio. Afresco na abside direita

A Igreja de São Francisco de Assis é um igreja da cidade de Gubbio, na Itália.

## História
Foi construída a partir de 1255 e projetada por um arquiteto local desconhecido. Por muito tempo pensou-se que o autor do projeto teria sido o célebre Fra Bevignate, mas ele, naquela época, era muito jovem para assumir uma tarefa dessa magnitude. Ao longo dos séculos a estrutura original sofreu algumas alterações. A fachada simples da igreja foi decorada com um portal românico, que permanece inacabado, e uma rosácea. Outra rosácea e um portal duplo foram abertos no século XIV no lado esquerdo, obliterando algumas das grandes janelas ogivais originais; outras foram tapadas quando altares foram adicionados durante a renovação do interior em 1724. O exterior é arrematado com três absides poligonais encimadas por uma torre sineira octogonal.
O interior está dividido em três naves por altas colunas octogonais, claramente inspiradas no estilo gótico, com abóbadas e altares laterais acrescentados no século XVIII. As paredes laterais, antes totalmente decoradas com afrescos, perderam boa parte de seu esplendor, mas no interior das absides ainda estão preservados afrescos importantes dos séculos XIII a XV. A decoração da abside esquerda está dividida em dezessete cenas, retratando episódios da vida da Virgem Maria, pintadas por Ottaviano Nelli entre 1408 e 1413, que constituem, em conjunto com o ciclo da Igreja de Santo Agostinho, na mesma cidade, seu maior trabalho. Na abside central foram preservados apenas parcialmente afrescos do século XIII, com Cristo entronizado no centro, ladeado pelos santos Pedro, Paulo, Francisco e Antônio de Pádua. Essas obras são atribuídas a um seguidor local do "Mestre de S. Francisco". A abside à direita foi dividida em dois níveis no século XV, e tem dois ciclos distintos de pinturas, atribuídos a Guido Palmeruccio. Na parte superior, em dois grandes painéis, estão S. Francisco renunciando às suas roupas e O sonho de Inocêncio III. Na parte inferior, o Redentor cercado pelos evangelistas na baixa abóbada, enquanto as paredes mostram retratos de santos. Além disso, pode-se admirar ao longo da nave, em altares laterais, uma Imaculada Conceição de Antonio Gherardi, uma Deposição da cruz de Virgilio Nucci, duas pinturas de Benedetto Bandiera e Francesco Fernandi retratando a Madonna entre vários santos e um Êxtase de S. Antônio da Pádua, de Francesco Allegrini.